# Climogramma

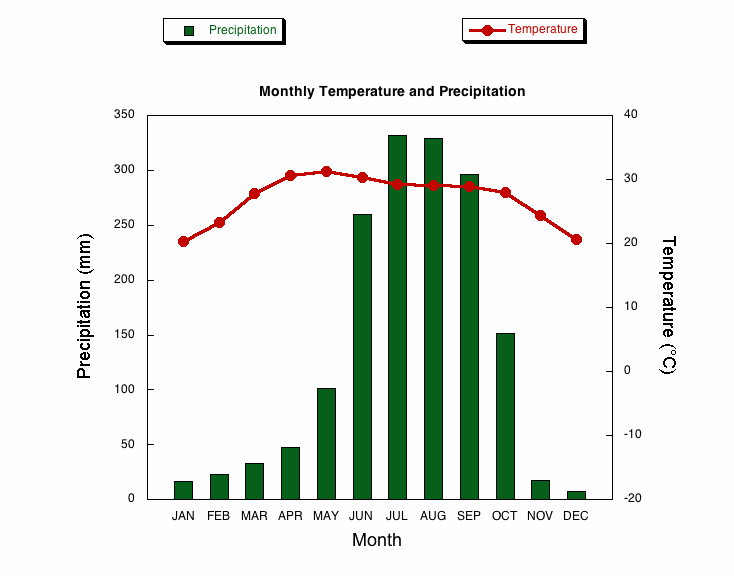
Climogramma di Calcutta.

Un climogramma o diagramma climatico è una rappresentazione dei parametri climatici di base, che tipicamente sono la temperatura media e le precipitazioni in una data località.
Viene utilizzato per rappresentare in modo rapido e sintetico il clima di una data località fornendo un quadro chiaro e preciso, di facile comprensione anche ai non esperti del settore.

## Descrizione
La rappresentazione tipica di un climogramma utilizza la sovrapposizione di un diagramma a barre e di un diagramma a linee per mostrare l'andamento tipico del clima in un dato periodo, ad esempio 12 mesi.
Un'alternativa è di utilizzare l'asse delle ascisse per la sequenza temporale e riportare le precipitazioni e le temperature in ordinata con rappresentazione a barre per entrambe. Questo metodo permette di riportare per le temperature l'intervallo di oscillazione tra il minimo e il massimo e non solo il valore della temperatura media.